# Trzy Kopce Wiślańskie
Die Trzy Kopce Wiślańskie (deutsch: Drei Weichselhügel) ist ein Berg in Polen. Er liegt auf den Gemeindegebieten von Ustroń, Wisła und Brenna und teilt die Flusstäler der oberen Weichsel und der Brennica. Der Name rührt daher, dass sich hier drei Gemeindegebiete treffen und nicht aufgrund der Form des Gipfels, wie man vermuten könnte. Die Hirten aus Ustroń, Wisła und Brenna haben ihr jeweiliges Weidegebiet durch das Aufschütten von Steinhügeln markiert. Auf dem Gipfel befinden sich daher drei Hügel aus jeweils einem der Orte. Auf älteren Karten wird der als Malinka bezeichnet. Mit einer Höhe von 810 m n.p.m. ist er einer der niedrigeren Berge im Równica-Kamm der Schlesischen Beskiden. Der Berg ist ein beliebtes Touristenziel mit vielen Ausblicken auf die benachbarten Gebirge und das Tiefland. 

## Tourismus
- Auf den Gipfel führen mehrere markierte Wanderwege von Ustroń,  Wisła und Brenna.
- Knapp unterhalb des Gipfels befindet sich die Berghütte Telesforówka.

## Panorama

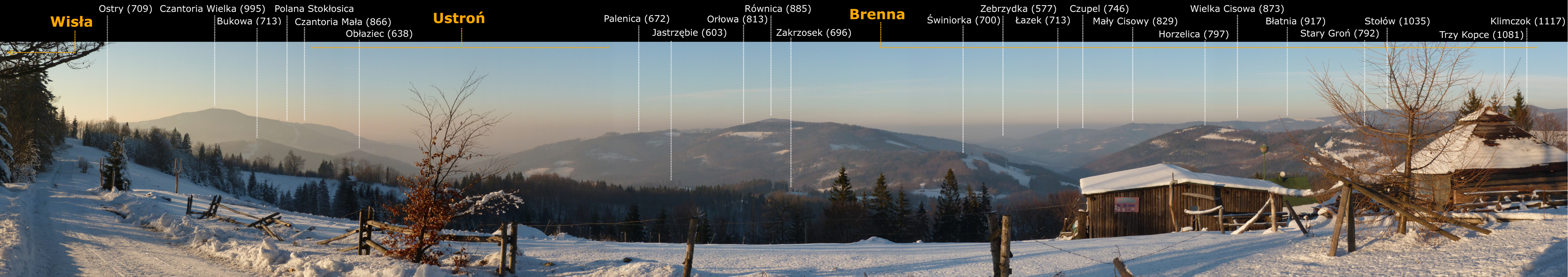
Panorama vom Gipfel